# ابوالفدا (دهانه)
ابوالفدا یک دهانه برخوردی در ماه است.

## دهانه‌های اقماری
این دهانه ۲۵ دهانه اقماری دارد.
| Abulfeda | عرض جغرافیایی | طول جغرافیایی | قطر          |
| -------- | ------------- | ------------- | ------------ |
| BA       | ۱۴٫۶° S       | ۱۶٫۸° E       | ۱۳٫۰ کیلومتر |
| A        | ۱۶٫۴° S       | ۱۰٫۸° E       | ۱۴٫۰ کیلومتر |
| C        | ۱۲٫۸° S       | ۱۰٫۹° E       | ۱۷٫۰ کیلومتر |
| B        | ۱۴٫۵° S       | ۱۶٫۴° E       | ۱۵٫۰ کیلومتر |
| E        | ۱۶٫۷° S       | ۱۰٫۲° E       | ۶٫۰ کیلومتر  |
| D        | ۱۳٫۲° S       | ۹٫۵° E        | ۲۰٫۰ کیلومتر |
| G        | ۱۳٫۱° S       | ۹٫۰° E        | ۷٫۰ کیلومتر  |
| F        | ۱۶٫۲° S       | ۱۳٫۰° E       | ۱۳٫۰ کیلومتر |
| H        | ۱۳٫۸° S       | ۹٫۶° E        | ۵٫۰ کیلومتر  |
| K        | ۱۴٫۹° S       | ۱۰٫۶° E       | ۱۰٫۰ کیلومتر |
| J        | ۱۵٫۵° S       | ۱۰٫۰° E       | ۵٫۰ کیلومتر  |
| M        | ۱۶٫۲° S       | ۱۲٫۱° E       | ۱۰٫۰ کیلومتر |
| L        | ۱۴٫۱° S       | ۱۰٫۷° E       | ۵٫۰ کیلومتر  |
| O        | ۱۵٫۴° S       | ۱۱٫۲° E       | ۷٫۰ کیلومتر  |
| N        | ۱۵٫۱° S       | ۱۲٫۲° E       | ۱۴٫۰ کیلومتر |
| Q        | ۱۲٫۸° S       | ۱۲٫۳° E       | ۳٫۰ کیلومتر  |
| P        | ۱۵٫۵° S       | ۱۱٫۵° E       | ۵٫۰ کیلومتر  |
| S        | ۱۲٫۲° S       | ۱۳٫۳° E       | ۵٫۰ کیلومتر  |
| R        | ۱۲٫۸° S       | ۱۳٫۰° E       | ۷٫۰ کیلومتر  |
| U        | ۱۳٫۰° S       | ۱۳٫۸° E       | ۶٫۰ کیلومتر  |
| T        | ۱۴٫۸° S       | ۱۳٫۸° E       | ۷٫۰ کیلومتر  |
| W        | ۱۲٫۵° S       | ۱۳٫۹° E       | ۵٫۰ کیلومتر  |
| Y        | ۱۲٫۸° S       | ۱۴٫۱° E       | ۵٫۰ کیلومتر  |
| X        | ۱۵٫۰° S       | ۱۴٫۰° E       | ۶٫۰ کیلومتر  |
| Z        | ۱۴٫۷° S       | ۱۵٫۲° E       | ۵٫۰ کیلومتر  |